# Timothy Reuter
Timothy Alan Reuter (Manchester, 25 gennaio 1947 – Southampton, 14 ottobre 2002) è stato uno storico britannico specializzato nello studio della Germania medievale, in particolare per le istituzioni sociali, militari ed ecclesiastiche della dinastia ottoniana e di quella salica (X e XII secolo).

## Attività
Si laureò in storia medievale all'Università di Oxford, sotto la supervisione di Karl Leyser, un altro studioso anglofono specializzato in storia tedesca. Dopo un breve periodo di docenza presso l'Università di Exeter, Reuter ha trascorso più di un decennio come Mitarbeiter (membro del personale accademico) presso la Monumenta Germaniae Historica a Monaco di Baviera, dove ha lavorato sugli scritti dell'abate Wibaldo di Corvey (XII secolo) e dove, con Gabriel Silagi, ha prodotto un importante database elettronico che è servito da supporto per conferme al lavoro del canonista Graziano.
Nel 1994 è stato nominato a una cattedra presso l'Università di Southampton, dove rimase fino alla sua morte nel 2002. A Southampton ha guidato una serie di iniziative formative e di ricerca che hanno promosso la storia medievale e l'erogazione di borse di studio.
La sua attività di ricerca ha compreso l'adozione pionieristica di tecniche assistite da computer, innovative per il mondo accademico storico del Regno Unito e della Germania; Reuter è inoltre stato un importante studioso di collegamento tra il mondo degli studi medievali anglo-americani e tedeschi. Tra i suoi contributi in questo settore ci sono recensioni di libri su numerose pubblicazioni tedesche e inglesi, un'altamente considerata traduzione di una monografia di Gerd Tellenbach sulla storia della Chiesa nel Medioevo (The Church in Western Europe from the tenth to the early twelfth century, Cambridge, 1993) e la redazione e la pubblicazione postuma di carte del suo mentore Karl Leyser (Communications and Power in Medieval Europe, 2 volumi, Hambledon & London, 1992). La sua monografia Germany in the Early Middle Ages, 800–1056 (Harlow, Essex & New York, 1991), rimane lo standard in lingua inglese per l'indagine sulla materia.
Al momento della sua morte (per cancro al cervello), stava lavorando su una storia dell'episcopato medievale. I suoi scritti sui sistemi politici medievali e la mentalità moderna (Cambridge, 2006) sono stati raccolti e pubblicati postumi.
La raccolta Challenging the Boundaries of Medieval History: The Legacy of Timothy Reuter, edita da Patricia Skinner, fu pubblicata nel 2009 come volume 22 degli Studies in the Early Middle Ages dell'Università di York (Brepols, Turnhout, Belgio).
Era nipote di Ernst Reuter, politico tedesco che fu sindaco di Berlino Ovest nell'immediato secondo dopoguerra.

## Opere principali
- The Annals of Fulda, Manchester, Manchester University Press, 1992, ISBN 9780719034589.
- Germany in the Early Middle Ages c. 800–1056, London and New York, Routledge, 2013, ISBN 9781317872399.
- The medieval nobility: studies on the ruling classes of France and Germany from the 6th to the 12th century. Amsterdam 1979, ISBN 0-444-85136-4
- Medieval Polities and Modern Mentalities. Hrsg. von Janet L. Nelson. Cambridge 2006. (pubblicato postumo da Aufsätze Reuters)